# Église chrétienne apostolique (nazaréene)

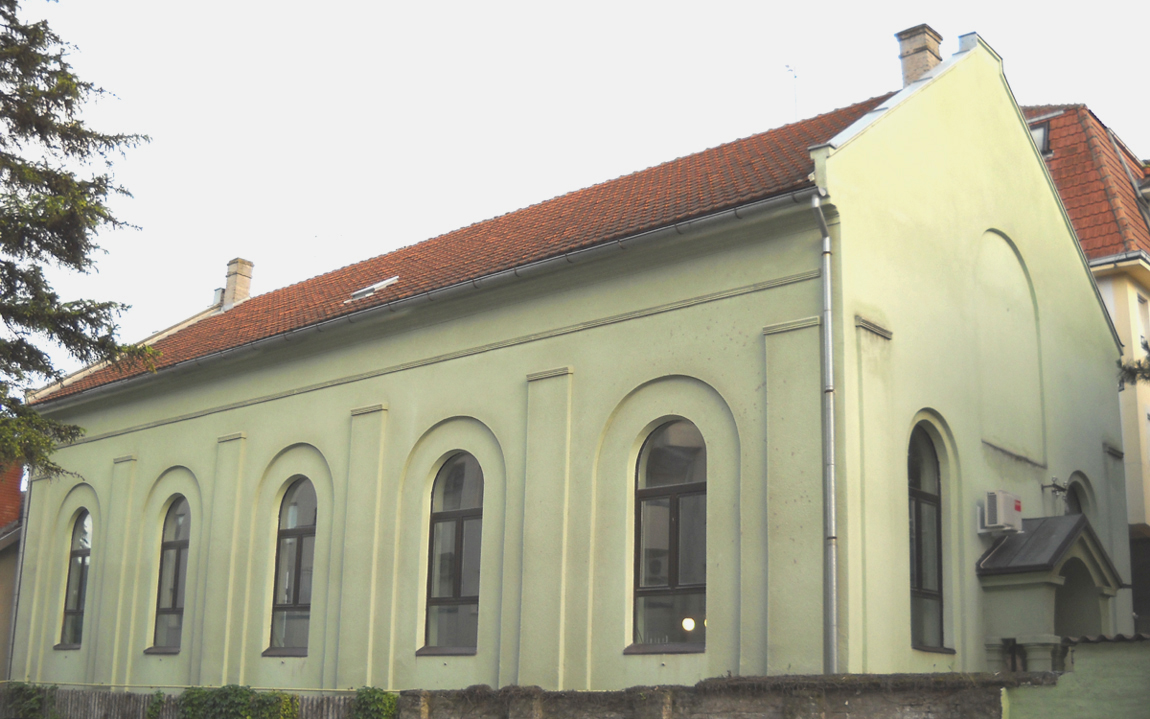
Maison de prière de la communauté chrétienne nazaréenne de Novi Sad, en Serbie, construite en 1922-1924.

Pour les articles homonymes, voir Nazaréen.
L'Église chrétienne apostolique (nazaréene) (hongrois : Krisztusban Hívő Nazarénusok Gyülekezete)  est une confession chrétienne évangélique anabaptiste basée en Hongrie.

## Histoire
L’église a été fondée dans les années 1830 par l'anabaptiste suisse Samuel Heinrich Fröhlich (en),. Au milieu du XIXe siècle, l'église avait des membres en Alsace, en France,.
Des nazaréens hongrois refusent le service militaire en se référant à un droit qui leur était anciennement garanti. Pendant la Première Guerre mondiale, l'Autriche-Hongrie ne reconnaît pas ce droit. Plusieurs objecteurs de conscience sont fusillés.